# Margo lateralis scapulae

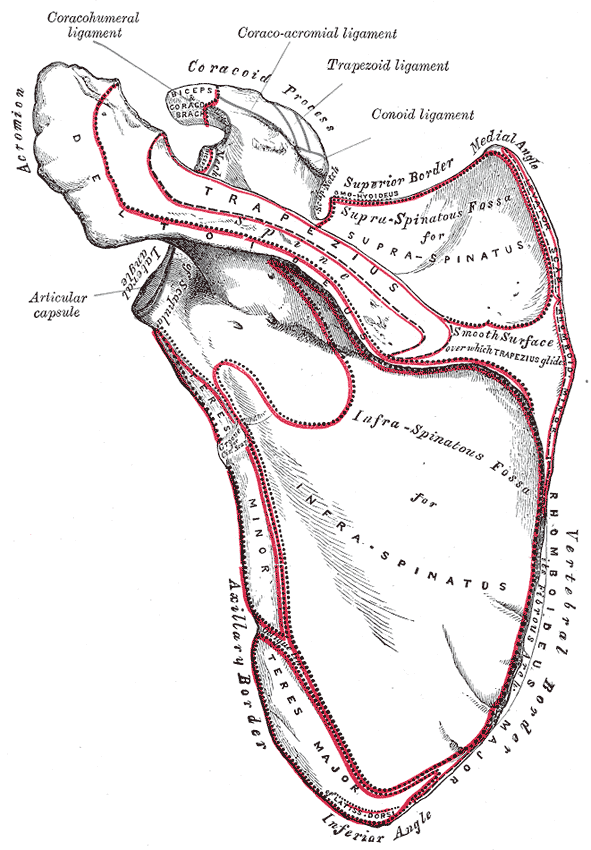
Vänster skulderblad sett bakifrån (dorsalt). Den laterala kanten syns till vänster i bilden.

Margo lateralis scapulae är det latinska namnet på skulderbladets laterala kant.
Margo lateralis är skulderbladets tjockaste kant. Den sträcker sig från överarmsbenets (humerus) ledskål (cavitas glenoidalis) diagonalt, bakåt och nedåt till skulderbladets nedre vinkel (angulus inferior scapulae).
M triceps brachii har sitt ursprung i kantens översta del, m. subscapularis i dess mitt och vid den nedersta tredjedelen fäster delar av m. teres major på insidan och m. subscapularis på den yttre.